# Licze (gromada)
Licze – dawna gromada, czyli najmniejsza jednostka podziału terytorialnego Polskiej Rzeczypospolitej Ludowej w latach 1954–1972.
Gromady, z gromadzkimi radami narodowymi (GRN) jako organami władzy najniższego stopnia na wsi, funkcjonowały od reformy reorganizującej administrację wiejską przeprowadzonej jesienią 1954 do momentu ich zniesienia z dniem 1 stycznia 1973, tym samym wypierając organizację gminną w latach 1954–1972.
Gromadę Licze z siedzibą GRN w Liczu utworzono – jako jedną z 8759 gromad na obszarze Polski – w powiecie kwidzyńskim w woj. gdańskim na mocy uchwały nr 19/III/54 WRN w Gdańsku z dnia 5 października 1954. W skład jednostki weszły obszary dotychczasowych gromad Licze i Paczkowo ze zniesionej gminy Rakowiec, miejscowości Szadowo, Wola i Ośno z dotychczasowej gromady Brokowo ze zniesionej gminy Brokowo oraz przysiółek Mała Gilwa (o ogólnej powierzchni 131,42 ha) z północnej części dotychczasowej gromady Gilwa ze zniesionej gminy Wandowo w tymże powiecie. Dla gromady ustalono 10 członków gromadzkiej rady narodowej.
1 stycznia 1958 gromadę zniesiono, a jej obszar włączono do gromady Rakowiec w tymże powiecie.